# Singur pe lume

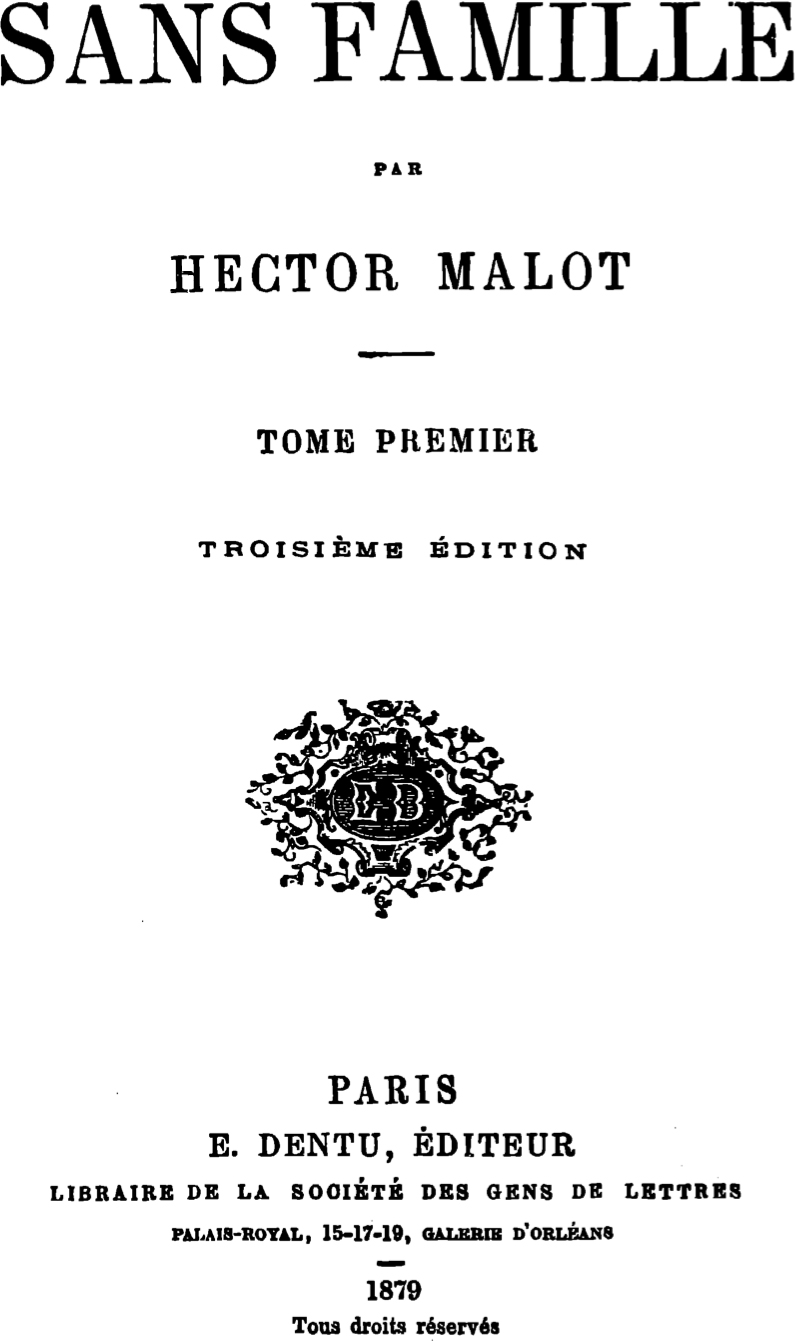
Coperta originală a ediției a III-a, 1879

Singur pe lume (titlul original în franceză Sans famille) este un roman celebru al scriitorului francez Hector Malot. A fost publicat prima dată în 1878 la editura Eugène Dentu  din Paris. Ilustrațiile ediției princeps erau gravuri executate de E. Bayard. Autorul cărții, Hector Malot (1830-1907), a scris peste 70 de volume, dar Singur pe lume este de departe opera lui cea mai cunoscută, fiind de mai multe ori ecranizată. Actualmente editura Hachette deține drepturile asupra acestei ediții.
Singur pe lume este povestea unui orfan, micul Rémi, care trăiește în casa unei femei, tușa Barberin. Soțul acesteia, zidarul Jerome, suferă un accident grav, fiind astfel nevoit să îl închirieze pe copil unui proprietar de circ, Vitalis, care dădea mici reprezentații alături de un cățel, Capi, care-i conduce pe Dolce și Zerbino, alți căței artiști și pe Suflețel, o maimuță dresată. Romanul se termină în momentul în care Rémi reușește să-și regăsească, cu ajutorul lui Mattia, familia.
Cartea are și o continuare care se numește În familie.
Romanul Singur pe lume a fost tradus în limba română de Anda Boldur și a cunoscut numeroase reeditări, printre care șase ediții consecutive numai la Editura Ion Creangă.

## Lista personajelor
1. Rémi: copil găsit, în vârstă de opt ani, muzicant și saltimbanc ambulant. Se dovedește a fi fiul crezut mort al Doamnei Milligan.
2. Vitalis: muzician ambulant, care îl cumpără pe Rémi de la Jérôme Barberin. Va muri de frig în Paris. Identitatea lui adevărată: Carlo Balzani
3. Mattia: un amic al lui Rémi știe să cânte la toate instrumentele muzicale și îl ajută pe Rémi să-și regăsească familia. Fost stapan:Garoffoli
4. Arthur: fiul lui Madame Milligan, un copil cu un handicap care luptă din răsputeri ca să supraviețuiască, să se vindece de o maladie teribilă. Un simbol al curajului, întâlnirea cu el îl va marca pe Rémi care dezvoltă pentru el o mare afecțiune. Ei se întâlnesc pentru prima oară pe puntea vasului Lebăda, vas care aparține mamei lui Arthur, după arestarea lui Vitalis la Toulose. Este îndrăgostit de Cristina.
5. Inimioară \ Suflețel, Capi, Zerbino și Dolce: animalele din trupa ambulantă a lui Vitalis. Zerbino și Dolce vor fi omorâți de lupi, urmând ca Inimioară/Suflețel să moară din cauza unei boli la plămâni, din cauza frigului
6. Jérôme Barberin: tatăl vitreg al lui Rémi și zidarul care îl vinde pe acesta lui Vitalis, saltimbancul. Acesta va muri în spital, la Paris.
7. Madame Barberin: mama adoptivă a lui Rémi. Sotia lui Jerome Barberin
8. Madame Milligan: englezoaică bogată, mama lui Arthur, trăiește pe puntea unui vas cu zbaturi și navighează cu el pe diverse râuri din Franța și care la final se dovedește a fi chiar mama lui Rémi.
9. James Milligan: unchiul lui Arthur si cumnatul doamnei Milligan, dar în același timp și cel care îl fură pe Rémi de la mama lui.
10. Garrofoli: patronul foarte rău al unor copii cu talent muzical și unchiul lui Mattia. Mai târziu, va fi închis din cauza că l-a omorât în bătaie pe Orlando.
11. Nenea Acquin: numit și moș Petre, bătrânul grădinar care îl salvează pe Rémi și care îl îngrijește și va închis la închisoare timp de cinci ani din cauza unei datorii.
12. Alexis, Benjamin, Etiennette și Liza: copiii lui nenea Acquin. Din cauza închiderii tatălui lor, fiecare va ajunge altundeva. Liza va ajunge la mătușa Caterina; Alexis va ajunge la un prim unchi din Varses, în Cevenne; Benjamin va ajunge la un al doilea unchi, grădinar la Saint-Quentin; Etiennette va ajunge la o mătușă, măritată la Esnades.
13. Caterina: sora lui nenea Acquin și mătușa lui Alexe, Benjamin, Etiennette și Liza.
14. Ricardo: un copil sclav al lui Garofoli, care este nevoit să-i bată pe ceilalți.
15. Maurice: un bărbat mort în cumpilta explozie a primejdiosului gaz de mină; era căsătorit și avea un copilaș.
16. Gaspard: fratele lui Caterina și lui Acquin și unchiul lui Alexe, Benjamin, Etiennette și Liza; acesta și cu soția sa îl vor crește pe Alexe după închiderea tatălui său.
17. Meșterul/Dascalul: un bătrân pasionat de cărbuni; acesta rămâne blocat într-un puț minier, după o inundație, alături de alți șase, printre care și Rémi și Gaspard
18. Bergounoux, Pagès, Compeyrou și Carrory: spărgători rămași în puț; Compeyrou va muri înecat; Carrory este un copil adunător, precum Rémi
19. Requette și bătrâna Vidal: locuitori ai orașului Varses
20. Roussette: vaca lui Rémi și a doicii, bătrâna Barberin
21. Domnul Espinassous: bărbier și profesor de muzică; le oferă lui Mattia și Rémi cartea "Teoria muzicii"
22. Patrick Driscoll, Margareta Grange, Katy, Allen, Ned, Ana, Bunicul: membri ai familiei Driscoll din Londra.
23. Cristina: sora lui Mattia și nepoata lui Garofoli.
24. Bob: clovn și prietenul lui Mattia.

## Traduceri
- Malot, Hector, Singur pe lume, tradus de Ana Boldur, București, 1977: Editura Tineretului, 460 pag.
- Malot, Hector, Singur pe lume, tradus de Ana Boldur, coperta de Magda Bârsan, București, 1985: Editura Albatros, 450 pag.;

## Adaptări
- 1958 Singur pe lume (Sans famille), regia André Michel
- 2000 Fără familie (Sans famille), regia Jean-Daniel Verhaeghe